# Sławomir Biela
Sławomir Biela (ur. 1956) – jeden ze współtwórców Ruchu Rodzin Nazaretańskich.
Studiował na Politechnice Warszawskiej. Studiował również na ATK, specjalizując się w dziedzinie teologii duchowości.

## Tworzenie RRN
Od 1977 r. blisko współpracował z ks. Dajczerem przy tworzeniu podstaw Ruchu Rodzin Nazaretańskich. Od 1986 r. wchodził w skład redakcji opracowującej materiały formacyjne Ruchu (zwane „zeszytami”). Według raportu komisji teologiczno-prawnej zeszyty te powstawały na podstawie nagrywanych konferencji S. Bieli, które ks. Dajczer lub ktoś inny następnie redagował. Zostały przetłumaczone na 14 języków. Przez kilkanaście lat był jednym z członków kierownictwa Ruchu. W początkowym okresie działalności Ruchu występował publicznie, głosząc wraz z duszpasterzami Ruchu konferencje i prowadząc rozmowy indywidualne na tematy duchowe. Potem, ze względu na interwencję prymasa Józefa Glempa, ks. T. Dajczer wycofał go z działalności publicznej (w 1993 r. i ostatecznie w 1996 r.). Zdaniem komisji Biela był utrzymywany przez Ruch.

## Rzekomy charyzmat
Przez wiele lat żył w przeświadczeniu, że posiada szczególny "charyzmat maryjny". Tak odniósł się do tego w oświadczeniu z 28 lutego 2008 r.:
Ks. Tadeusz Dajczer mówił i przekonywał, że jest to nadzwyczajny charyzmat maryjny. Przekonywał ludzi, że należy wierzyć, że jest to szczególne działanie Matki Bożej. W ramach «przeżycia» po to żeby ożywić wiarę ks. T. Dajczer mówił o obecności we mnie Matki Bożej tak jak gdyby tu chodziło o «wcielenie».
Po rozeznaniu tzw. „charyzmatu maryjnego” komisja powołana w archidiecezji warszawskiej w celu zbadania RRN w komunikacie z 28 stycznia 2009 r. stwierdziła, że jest on nieprawdziwy.
Raport komisji następująco opisuje funkcjonowanie rzekomego charyzmatu:
Wybrani członkowie Ruchu, będący gotowi na spotkanie z p. Bielą, dowiadywali się, że kiedy on mówi, to „mówi Matka Boska”. (...) Uważano, że p. Biela mówił od siebie tylko wtedy, gdy się spowiadał.
S. Biela początkowo zgodził się współpracować z Komisją diecezjalną badającą RRN, lecz po trzech spotkaniach odmówił dalszej współpracy.

## Publikacje
Sławomir Biela jest autorem kilku książek wydanych w wielu językach za granicą. Książki te nigdy nie ukazały się w języku polskim.
Tytuły angielskie
- Sławomir. Biela: God alone suffices. Ventura, CA: In the Arms of Mary Foundation, 2003. ISBN 0-9721432-2-X. Brak numerów stron w książce
- Sławomir. Biela: Behold, I stand at the door and knoc. Fort Collins, CO: In the Arms of Mary Foundation, 2005. ISBN 0-9721432-3-8. Brak numerów stron w książce
- Sławomir. Biela: In the arms of Mary. Orange, CA: In the arms of Mary Foundation, 2005. ISBN 0-9721432-9-7. Brak numerów stron w książce
- Open Wide the Door to Christ (2005, ISBN 0-9721432-9-7)
- Sławomir. Biela: The two pillar. Fort Collins, CO: In The Arms of Mary Foundation, 2006. ISBN 1-933314-15-X. Brak numerów stron w książce

w innych językach
- Slawomir Biela: Svěřit se lásce. Paulínky, 2004. (cz.). Brak numerów stron w książce 168 str.